# San Basilio (Roma)
San Basilio è il trentesimo quartiere di Roma, indicato con Q. XXX.
Il toponimo indica anche la zona urbanistica 5E del Municipio Roma IV di Roma Capitale.

## Geografia fisica

### Territorio
Si trova nell'area nord-est della città, a ridosso ed internamente al Grande Raccordo Anulare.
Il quartiere confina:
- a nord con la zona Z. IV Casal Boccone[1]
- a est con la zona Z. VI Settecamini[2]
- a sud con la zona Z. VII Tor Cervara[3]
- a ovest con il quartiere Q. XXIX Ponte Mammolo[4]

La zona urbanistica confina:
- a nord-ovest con la zona urbanistica 4F Casal Boccone
- a est con le zone urbanistiche 5I Sant'Alessandro e 5L Settecamini
- a sud con la zona urbanistica 5F Tor Cervara
- a ovest con la zona urbanistica 5H Casal de' Pazzi

## Storia
Sorto negli anni trenta-quaranta, il quartiere ebbe un nuovo sviluppo dopo la fine della seconda guerra mondiale con gli edifici di carattere intensivo della UNRRA, organizzazione umanitaria del famoso piano di aiuti Marshall.
Negli anni cinquanta, insieme alla parrocchia di San Cleto, dedicata al terzo papa della chiesa cristiana Anacleto I, su lottizzazione abusiva nasce la omonima borgata di San Cleto, tra il fosso di San Basilio e la via Nomentana. La borgata fu costruita da emigranti provenienti per lo più dalle Marche e dall'Umbria che tuttora vi risiedono. San Cleto ospita i ruderi della torre del Coazzo, un casale del XIII secolo costruito su resti di un'antica villa romana.
Sempre negli anni cinquanta su lottizzazione abusiva nei terreni della possidente Elena Tidei nasce la borgatella Tidei, costruita da emigranti prevalentemente dalle Marche su 67 fazzoletti di terra, raggiungibili da quattro strade sterrate. Le sei vie strette interne furono acquisite e urbanizzate da parte del Comune di Roma solo nel 2004.
Nel 2007 fu realizzata la nuova piazza di San Basilio su progetto degli architetti Piero Ostilio Rossi e Andrea Bruschi.
Nel 1974 il quartiere è il teatro di scontri tra la polizia e famiglie che avevano occupato, spinte dal bisogno, oltre cento abitazioni IACP in via Montecarotto e via Fabriano. Nel corso di tali episodi di violenza, noti come "rivolta di San Basilio", diversi agenti e residenti vengono feriti e muore colpito dalla polizia Fabrizio Ceruso. Dopo la rivolta di San Basilio, viene avviata una mediazione per l'assegnazione degli alloggi. Il 9 settembre 1974, il Consiglio della Regione Lazio vara una legge, nella quale si afferma che le famiglie che avessero occupato un alloggio nel territorio laziale, per autentico bisogno e prima dell'8 settembre di quell'anno, avevano diritto all'assegnazione di un appartamento.
Alla fine degli anni ottanta sorse una nuova area di sviluppo urbano chiamata Torraccia, a ridosso del Grande Raccordo Anulare.

## Monumenti e luoghi d'interesse

### Architetture civili
- Casale di San Basilio. Casale del XIII secolo.
- Casale Scorticabove, sulla via omonima. Casale del XX secolo.[7]
- Centro culturale "Aldo Fabrizi" (2007-2011). Progettisti: Ilaria Gatti, Campoarchitetti (Andrea Bruschi, Lorenzo Iacchia, Laura Iermano, Luca Scalvedi).

### Architetture religiose
- Chiesa di San Basilio, sul piazzale Recanati.
- Chiesa di San Cleto, su via Bernardino Bernardini.
- Chiesa di San Benedetto Giuseppe Labre, su via Donato Menichella.

Parrocchia eretta il 15 ottobre 1989 con decreto del cardinale vicario Ugo Poletti. La chiesa è stata inaugurata nel 1997, in località Torraccia.
- Chiesa di Sant'Agostina Pietrantoni, su via Casal Tidei.

Parrocchia eretta il 1º dicembre 1999 con decreto del cardinale vicario Camillo Ruini.

### Siti archeologici

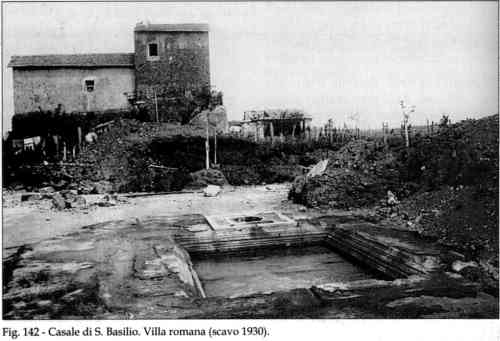
Scavo della villa romana nelle vicinanze del casale di san Basilio (1930).

- Villa romana in loc. San Basilio, all'altezza del IV miglio di via Nomentana. Villa del I secolo a.C.[8]

Scoperta nel 1929 si trova vicino al casale di San Basilio.
- Villa romana di Via Pollenza. Villa del I/II secolo.[9] 41.946432°N 12.577249°E

Scoperta nel 1983 fu in parte demolita per realizzare un istituto scolastico. I locali sopravvissuti alla distruzione sono del I secolo d.C. ed occupanti la zona occidentale della villa medesima. I locali sono in opus reticolatum in tufo e pavimenti con mosaici bicromatici. Delle terme furono aggiunte nel II secolo di cui restano dei vani sempre in opera reticolata e mosaici geometrici, del sistema termale rimane anche il sistema di riscaldamento. A nord est vi sono dei locali in opus spicatum sono riconducibili verosimilmente alla zona rustica della villa di cui questi sono tra i pochi resti sopravvissuti essendo la zona quasi totalmente distrutta. Un pozzo di forma rettangolare in opus mixtum in laterizio e opus reticolatum è all'interno dell'istituto tecnico. Nei pressi vi sono un muro di contenimento in opera reticolata con degli ancoraggi ed un cunicolo con volta ogivale sito sotto il terreno incolto.
- Ruderi di Coazzo, da via Bernardino Bernardini. Casale-torre del XIII secolo.

## Geografia antropica

### Urbanistica
Nel territorio del quartiere San Basilio si estendono gran parte dell'omonima zona urbanistica 5E e l'area urbana di Torraccia.

### Suddivisioni storiche
Fanno parte del territorio del quartiere i toponimi di San Cleto e Borgatella Tidei.

## Sport
Calcio
La Lodigiani ha giocato a San Basilio, al Francesca Gianni dagli anni '70 finché non cedette il titolo sportivo alla Cisco Roma. Dal 2008 al 2020 giocava a San Basilio l' *Lodigiani Calcio, erede della società precedente che,  nel campionato maschile di Eccellenza., poi trasferitasi nel 2018 alla Borghesiana
- R.S.B. Real San Basilio nel campionato 2019-20, milita nel campionato maschile di Prima Categoria.[12]

Dal 2020 gioca a San Basilio il club Atletico Lodigiani che dal 2024-25, dopo aver acquisito il titolo sportivo della FC Romana di Settebagni, milita in Serie D.